# Ulica Jemiołowa we Wrocławiu

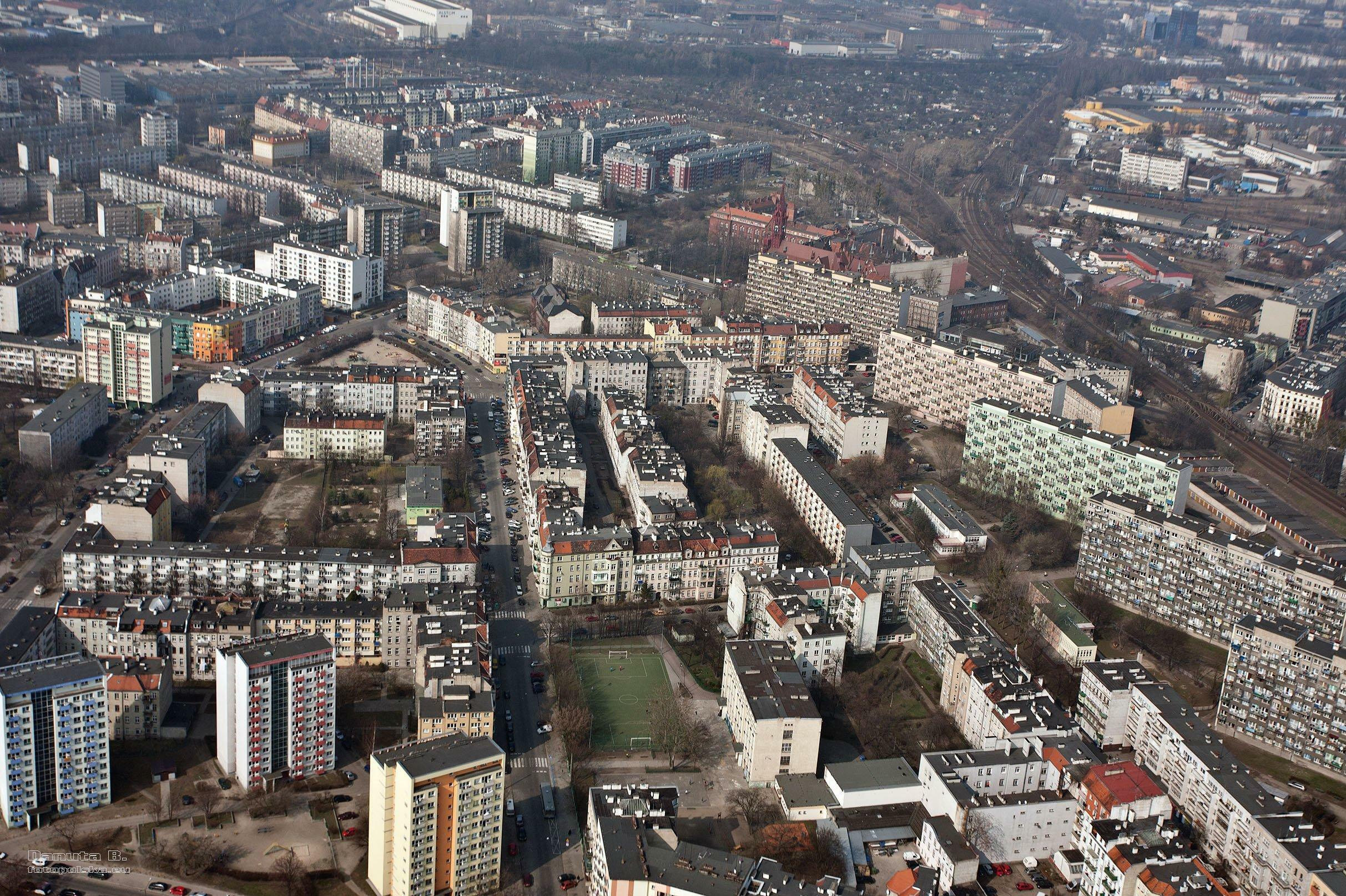
Osiedle Gajowiceu-og

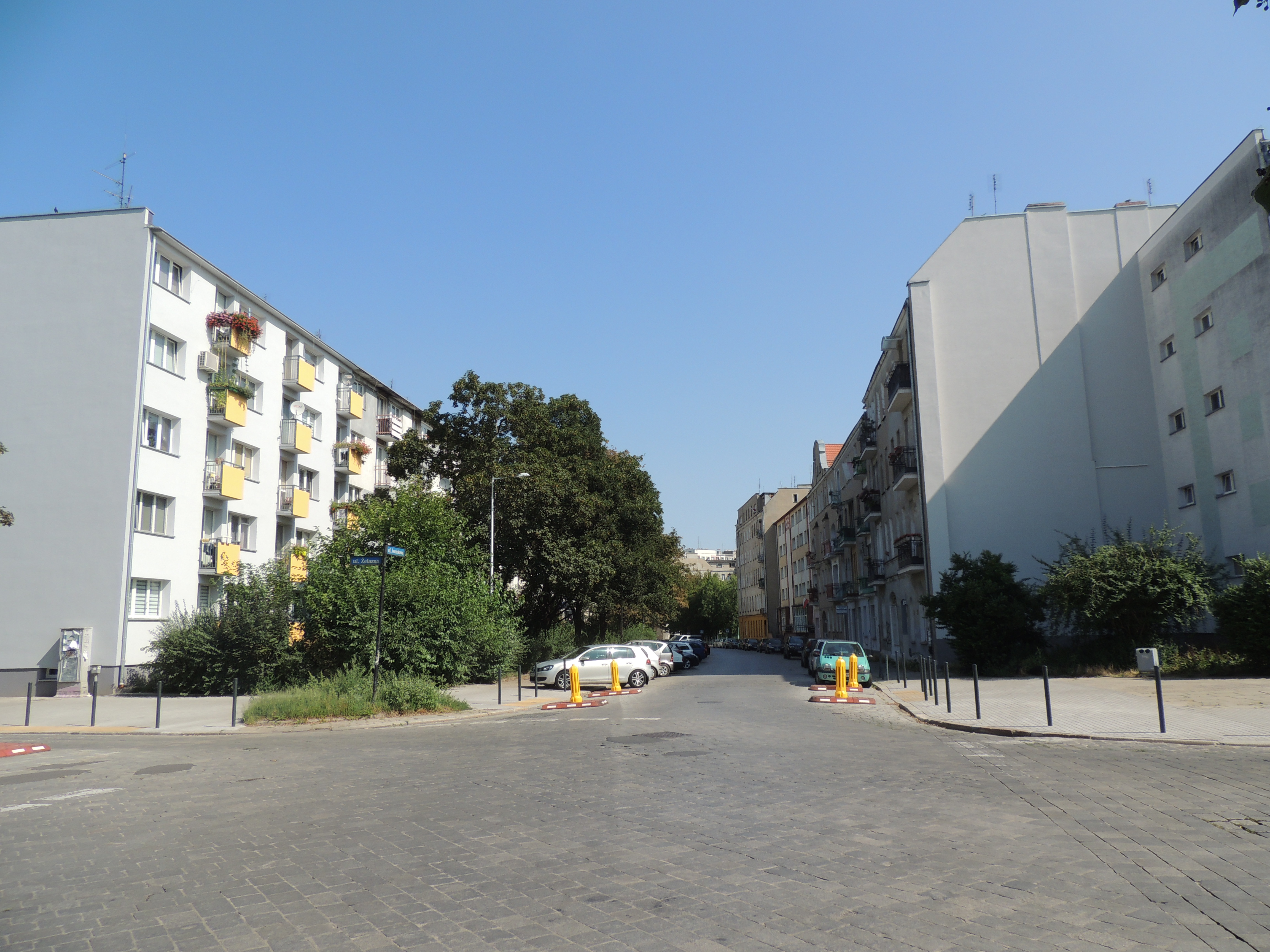
Od ul. Żelaznej w kierunku ul. Szczęśliwej

Ulica Jemiołowa – ulica położona we Wrocławiu, na osiedlu Gajowice, w dawnej dzielnicy Fabryczna. Ulica ma 727 m długości. Łączy ulicę Lwowską z ulicą Kruczą.

## Historia
Gajowice włączono do Wrocławia w 1868 r.. Sama ulica Jemiołowa pierwotnie rozpoczynała się na skrzyżowaniu z ulicą Lubuską (jako droga istniejącą już w 1373 r.). Ten północny odcinek ulicy powstał pod koniec XIX wieku (od lat 90. XX wieku), kiedy to rozpoczęto także realizację zabudowy w postaci czynszowych kamienic, kontynuowaną od początku XX wieku do lat 20. XX wieku. Powstało tu osiedle o zwartej, gęstej zabudowie pierzejowej w poszczególnych kwartałach ulic. Inwestycję, po wytyczeniu ulic i uzbrojeniu terenu, prowadziła spółka akcyjna Grabiszyn (Aktiengesellschaft Gräbschen), która w 1911 r. tereny te sprzedała magistratowi. W kwartale ulic Żelaznej, Jemiołowej, Pereca i Grochowej przebiegała nieistniejąca dziś Sprudelstrasse (po wojnie do lat 70. XX wieku ulica Karasia). Tu znajdował się nieistniejący współcześnie gmach szkoły, w miejscu późniejszego terenu powojennej szkoły – funkcjonującego od 1966 r. Liceum Ogólnokształcącego nr V im Generała Jakuba Jasińskiego przy ulicy Grochowej 13 (w 2017 r. przeniesionego do nowych budynków przy ulicy Ślężnej; adres: ul. Jacka Kuronia 14). Południowy odcinek ulicy domknięty został wraz z realizacją w okresie międzywojennym ulicy Kruczej (lata 1925-1928), wytyczonej po śladzie dawnej drogi gruntowej. Tu powstały budynki: Miejskiej Szkoły Ludowej "Städtisch Volksschule", po wojnie szkoła podstawowa nr 57 imienia Karola Świerczewskiego, później gimnazjum nr 16 imienia Andrzeja Waligórskiego, obecnie Szkoła Podstawowa Tikkun Olam oraz budynek szkoły ludowej, po wojnie szkoły podstawowej nr 33 (zamknięta w latach 80. XX wieku) i od 1984 r. Liceum Ogólnokształcące Nr VII imienia Krzysztofa Kamila Baczyńskiego.
Zabudowa Gajowic w dużej części uległa, w wyniku działań wojennych, zniszczeniom powstałym podczas oblężenia Wrocławia w 1945 r.. Dzięki temu, że zachodni odcinek ulicy Kruczej został opanowany przez wojska radzieckie już pod koniec lutego w 1945 r. zabudowa na zachód od ulicy Jemiołowej uległa mniejszym zniszczeniom, natomiast na wschód od ulicy znaczenie większym zniszczeniom. W latach 60. i 70. XX wieku nastąpiła odbudowa w ramach szerszego przedsięwzięcia obejmującego osiedle Gajowice. Powstałą wówczas większość zabudowy uzupełniającej wraz z remontem zachowanych kamienic. W 1967 i 1968 r. oddano pierwsze budynki, tzw. żyletkowce, położone przy ulicy Lubuskiej nr 54-60, 62-68 oraz 78-80 (w kolejnych latach prowadzono budowy następnych takich budynków w kierunku ulicy Grabiszyńskiej), w miejscu zniszczonej zabudowy przedwojennej. Budynek pod numerem 62-68 częściowo został usytuowany w przedwojennym pasie ulicy Jedmiołowej, co skutkowało przerwaniem biegu drogi na odcinku od ulicy Lubuskiej do Lwowskiej. Zachowane fragmenty ulicy dziś stanową dwa sięgacze (jeden od ulicy Lubuskiej, drugi od ulicy Lwowskiej) położone w ramach dużej działki niedrogowej. W pobliżu skrzyżowania z ulicą Żelazną funkcjonowało targowisko. Obecnie teren ten jest zabudowany budynkiem mieszkalno-usługowym przy ulicy Jemiołowej 42-44. Po przeniesieniu V liceum ogólnokształcącego do nowej siedziby, na terenie dawnego boiska utworzono w 2019 r. miejsce spotkań z możliwością prowadzenia handlu targowego – Ryneczek Jemiołowa .

## Nazwy
W swojej historii ulica nosiła następujące nazwy:
- Yorckstrasse, do 1946 r.[5][6][29]
- Jemiołowa, od 1946 r.[1][5][6][29].

Niemiecka nazwa ulicy upamiętniała Johanna Ludwiga Yorcka von Wartenburg, urodzonego 26.09.1759 r. w Poczdamie, zmarłego 4.10.1830 r. w Oleśnicy Małej, generalnego feldmarszałka, który podpisał konwencję w Taurogach z 30.12.1812 r. w sprawie o neutralność z rosyjskim generałem Iwanem Dybiczem, na podstawie której korpus pruski zaprzestał wspierania Napoleona. Współczesna nazwa ulicy została nadana przez Zarząd Wrocławia i ogłoszona w okólniku nr 33 z 15.05.1946 r..

## Układ drogowy
Do ulicy Jemiołowej przypisana jest droga gminna nr 106040D o długości 727 m (numer ewidencyjny drogi G1060400264011). Na odcinku od ulicy Żelaznej do ulicy Grochowej ulica jest drogą dwujezdniową, przy czym w wyznaczonym miejscu pas drogowy w liniach rozgraniczających ma 36 m szerokości. Na niemal całej ulicy jezdnia posiada nawierzchnię z granitowej kostki brukowej, z wyjątkiem krótkiego odcinka o nawierzchni z materiału betonowego.
Ulica łączy się z następującymi drogami publicznymi, kołowymi:
| rodzaj            | droga                                   | foto |
| ----------------- | --------------------------------------- | ---- |
| kontynuacja ulicy | ciąg pieszo-rowerowy do ulicy Lubuskiej |      |
| skrzyżowanie      | ulica Lwowska                           |      |
| skrzyżowanie      | ulica Szczęśliwa                        |      |
| skrzyżowanie      | ulica Żelazna                           |      |
| skrzyżowanie      | ulica Grochowa                          |      |
| skrzyżowanie      | ulica Krucza                            |      |

Proponuje się także utworzenie połączenia pieszo-rowerowego, na terenie o powierzchni około 0,1 ha, od ulicy Jemiołowej przy utworzonym miejscu spotkań z targowiskiem, przez dawny teren szkoły (liceum nr V), do ciągu pieszo-rowerowego łączącego ulicę Żelazną z ulicą Grochową (biegnącego po śladzie dawnej ulicy Karasiej).
Ulica położona jest na działkach ewidencyjnych o łącznej powierzchni 18 404 m², wg poniższego zestawienia:
| numer                           | powierzchnia | zagospodarowanie | położenie                        |
| ------------------------------- | ------------ | ---------------- | -------------------------------- |
| nr 33, AM-13, obręb Grabiszyn   | 4439 m2      | droga gminna     | od ul. Lwowskiej do ul. Żelaznej |
| nr 19/2, AM-16, obręb Grabiszyn | 13 975 m2    | droga gminna     | od ul. Żelaznej do ul. Kruczej   |

Współcześnie cała ulica znajduje się w strefie ograniczonej prędkości 30 km/h (z wyjątkiem skrzyżowań z ulicą Grochową i Kruczą). Przy skrzyżowaniu z ulicą Grochową znajduje się stacja roweru miejskiego, a sama ulica jak i przyległe ulice wskazana jest dla ruchu rowerowego. Ponadto wskazuje się tę ulicę jako istotną dla spójności przestrzeni publicznej osiedla, wraz z połączeniem pieszo-rowerowym z ulicą Lubuską. Ulicami: Grochową i Kruczą przebiegają linie autobusowe w ramach komunikacji miejskiej . W ramach lokalnego centrum wyznaczonego w rejonie skrzyżowania ulicy Jemiołowej i Grochowej znajduje się przystanek autobusowy .

## Zabudowa i zagospodarowanie

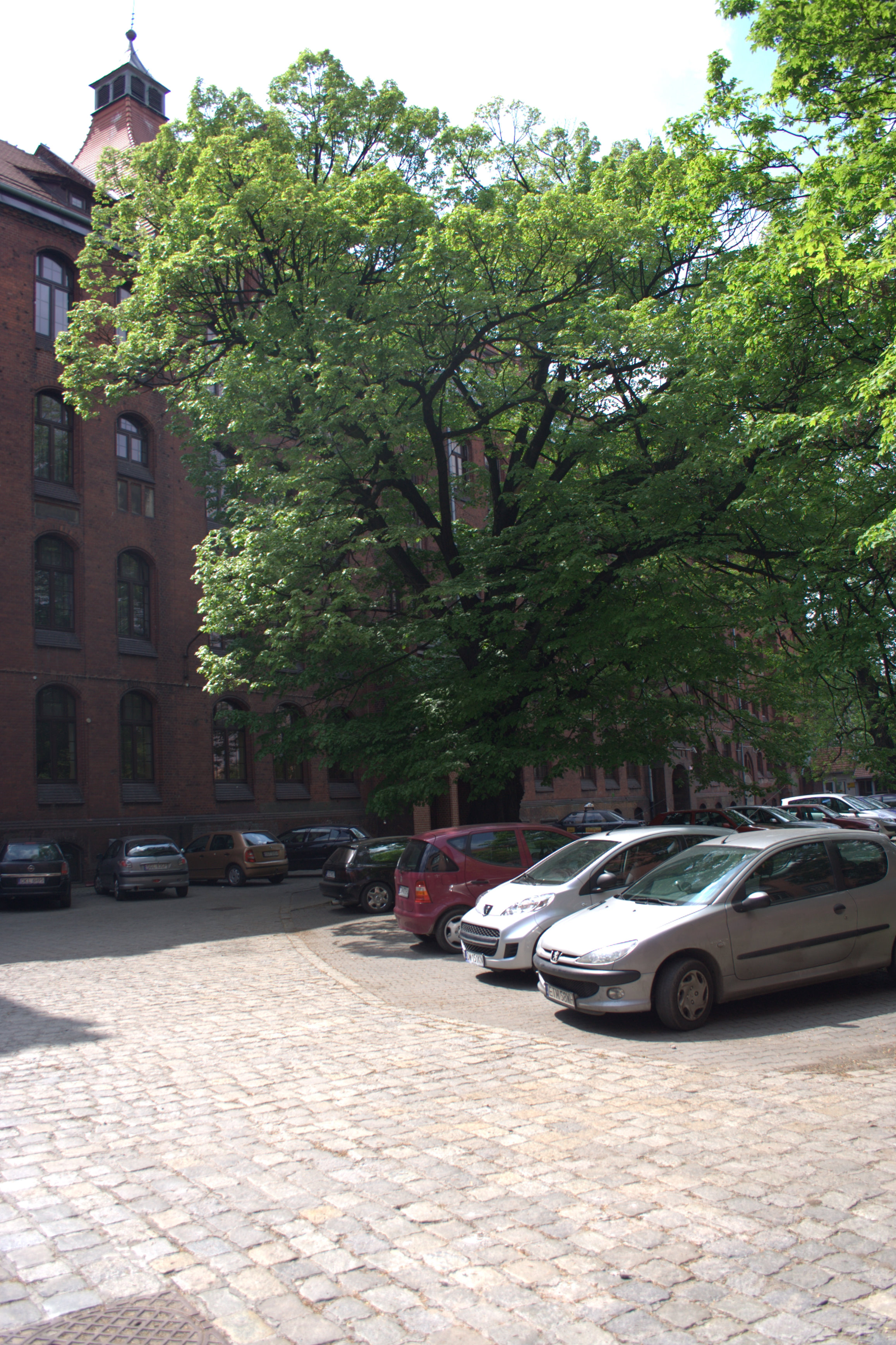
Pomnik przyrody: lipa drobnolistna.

Północny odcinek ulicy Jemiołowej od ulicy Lwowskiej do ulicy Żelaznej obejmuje zabudowę pierzejową wzdłuż ulic, na którą składają się zachowane kamienice i powojenna zabudowa plombowa od 4 do 7 kondygnacji nadziemnych. Jedynie północno-wschodni narożnik przy skrzyżowaniu ulicy Jemiołowej i Grochowej stanowi ogrodzony teren szkoły, z boiskiem (adres szkoły: ulica Szczęśliwa 28, Szkoła Podstawowa nr 68 imienia II Tysiąclecia Wrocławia). W budynku przy skrzyżowaniu ulicy Jemiołowej i Lwowskiej (adres: ulica Lwowska 21) znajduje się Filia nr 6 Miejskiej Biblioteki Publicznej we Wrocławiu. Natomiast sięgacz, będący niegdyś częścią ulicy, prowadzi do żłobka nr 1 (ulica Lwowska 20) i przedszkola nr 95 (ulica Lwowska 30a).
Dalej przy ulicy Żelaznej 30, po wschodniej stroni ulicy Jemiołowej, znajduje się basen przeciwpożarowy położony na działce o powierzchni 663 m², za którym zbudowano, w miejscu dawnego targowiska przy Jemiołowej, nowy budynek mieszkalno-usługowy o 8 kondygnacjach nadziemnych (ulica Jemiołowa 42-44) z delikatesami T&J. Za tą zabudową przy ulicy znajduje się kolejno przedwojenny budynek bursy pod numerem 46-48 o 5 kondygnacjach nadziemnych i współczesny pawilon handlowy dawnego supersamu pod numerem 50-54. Stronę zachodnią ulicy na tym odcinku zajmują kolejno: trafostacja, teren przychodni PROXIMUM przy ulicy Żelaznej 34 i teren dawnej szkoły (liceum nr V). Obecnie dawne boisko zagospodarowano na otwarty plac, tzw. miejsce spotkań, z targowiskiem. W ulicy Jemiołowej od GPZ Żelazna w ulicy przebiega linia wysokiego napięcia 110 kV, biegnąca do GPZ Skarbowców.
Południowy odcinek ulicy od ulicy Grochowej do ulicy Kruczej, to po stronie wschodniej pierzejowa zabudowa mieszkaniowa wzdłuż całego tego odcinka pod numerami od 56 do 74. Natomiast strona zachodnia to budynek mieszkalny pod numerami od 51 do 56. Wymienione budynki mają 5 kondygnacji nadziemnych. Dalej po stronie zachodniej ulicy położone są tereny oraz przedwojenne budynki szkół: ulica Jemiołowa 57 i ulica Krucza 49.
Ulica przebiega przez teren o wysokości bezwzględnej od 118,4 do 121,0 m n.p.m..

## Zieleń
Ulica przebiega przez obszar o intensywnej zabudowie. Zieleń urządzona obejmuje szpalery drzew wzdłuż niektórych ulic, w tym wzdłuż odcinków ulicy Jemiołowej oraz tereny zieleni w ramach wnętrz międzyblokowych. Ponadto wzdłuż ulicy Żelaznej począwszy od ulicy Jemiołowej wyznacza się pas terenu zielonego przed budynkiem przychodni i dalej z zielenią urządzoną i skwerami. Przewiduje się zachowanie istniejących szpalerów między innymi na odcinku od ulicy Żelaznej do ulic Grochowej, w pasie rozdzielającym i po stronie zachodniej ulicy. W obrębie dziedzińca szkolnego między budynkami szkół przy ulicy Jemiołowej 57 i 59 (ulica Krucza 49) znajduje się pomnik przyrody – lipa drobnolistna o obwodzie pnia 371 cm mierzonym na wysokości 1,3 m.

## Demografia
Ulica przebiega przez kilka rejonów statystycznych o wysokim stopniu zaludnienia przy czym dane pochodzą z 31.12.2019 r..
| Rejon statystyczny nr | Liczba osób zameldowanych | Gęstość zaludnienia [lud./km²] | Położenie |
| --------------------- | ------------------------- | ------------------------------ | --- |
| 930750                | 575                       | 43350                          | ul. Jemiołowa strona zachodnia / ul. Lwowska                                                                                       |
| 930740                | 696                       | 46227                          | ul. Jemiołowa strona zachodnia / ul. Szczęśliwa                                                                                    |
| 930760                | 1049                      | 33748                          | ul. Jemiołowa strona wschodnia od ul. Lwowskej do ul. Szczęśliwej                                                                  |
| 930780                | 713                       | 26288                          | ul. Jemiołowa obie strony od ul. Szczęśliwej do ul. Żelaznej                                                                       |
| 930810                | 546                       | 8692                           | ul. Jemiołowa strona zachodnia od ul. Żelaznej do ul. Jemiołowej 51-55                                                             |
| 930790                | 750                       | 9127                           | ul. Jemiołowa strona wschodnia od ul. Żelaznej do ul. Grochowej                                                                    |
| 930840                | 897                       | 10645                          | ul. Jemiołowa obie strony strona zachodnia: od ul. Jemiołowa 51-55 do ul. Kruczej strona wschodnia od ul. Grochowej do ul. Kruczej |

## Ochrona i zabytki
Przy ulicy i w najbliższym sąsiedztwie znajdują się następujące zabytki i inne obiekty historyczne:
| obiekt, położenie | powstanie, nr rej. | fotografia |
| --- | --- | ---------- |
| odcinek od ul. Lwowskiej do ulicy Szczęśliwej | |            |
| Kamienica, ulica Jemiołowa 14 | około 1910 r., rodzaj ochrony: inny                                                                                        |            |
| Kamienica, ulica Jemiołowa 15 | około 1905 r., rodzaj ochrony: inny                                                                                        |            |
| Kamienica, ulica Jemiołowa 16 | lata 1904-1935, rodzaj ochrony: inny                                                                                       |            |
| Oficyna, obecnie budynek mieszkalny, ulica Jemiołowa 16a | około 1905 r., rodzaj ochrony: inny                                                                                        |            |
| Kamienica, ulica Jemiołowa 17 | około 1905-1910 r., rodzaj ochrony: inny                                                                                   |            |
| Kamienica, ulica Jemiołowa 19 | około 1905 r., rodzaj ochrony: inny                                                                                        |            |
| Kamienica, obecnie budynek mieszkalny z usługowym parterem, ulica Jemiołowa 21                                                                                       | początek XX wieku, rodzaj ochrony: inny                                                                                    |            |
| Kamienica z usługowym parterem, ulica Szczęśliwa 20 | około 1900 r., rodzaj ochrony: inny                                                                                        |            |
| odcinek od ul. Szczęśliwej do ulicy Żelaznej | |            |
| Kamienica z usługowym parterem, ulica Szczęśliwa 17 | około 1900 r., 2014 r. (remont), rodzaj ochrony: inny                                                                      |            |
| Kamienica, ulica Szczęśliwa 19 | 1904 r. (EB), rodzaj ochrony: inny                                                                                         |            |
| Kamienica, ulica Jemiołowa 30 | XIX/XX wiek, rodzaj ochrony: inny                                                                                          |            |
| Kamienica, obecnie budynek mieszkalny z częściowo usługowym parterem, ulica Jemiołowa 32                                                                             | XIX/XX wiek, rodzaj ochrony: inny                                                                                          |            |
| Kamienica, obecnie budynek mieszkalny z częściowo usługowym parterem, ulica Jemiołowa 34                                                                             | XIX/XX wiek, rodzaj ochrony: inny                                                                                          |            |
| odcinek od ul. Żelaznej do ulicy Grochowej | |            |
| Gerhart Hauptmann Oberrealschule – bursa, obecnie bursa Zespołu Szkół Zawodowych, ulica Jemiołowa 46-48                                                              | lata 1916-1920, rodzaj ochrony: inny                                                                                       |            |
| odcinek od ul. Grochowej do ulicy Kruczej | |            |
| Miejska Szkoła Ludowa "Städtisch Volksschule", obecnie Gimnazjum nr 16 imienia Andrzeja Waligórskiego – budynek szkoły, ulica Jemiołowa 57                           | lata 1898–1899, rodzaj ochrony: inny                                                                                       |            |
| Miejska Szkoła Ludowa "Städtisch Volksschule", obecnie Gimnazjum nr 16 imienia Andrzeja Waligórskiego – sala gimnastyczna z łącznikiem (toalety), ulica Jemiołowa 57 | lata 1898–1899, rodzaj ochrony: inny                                                                                       |            |
| Szkoła ludowa, obecnie Liceum Ogólnokształcące Nr VII imienia Krzysztofa Kamila Baczyńskiego, ulica Krucza 49 / Jemiołowa 59 – budynek szkoły przy ulicy Kruczej 49  | lata 1898-1900, lata 1905-1907 (projekt Richard Plüddemann, Karl Klimm), lata 1910–1912 (realizacja), rodzaj ochrony: inny |            |
| zamknięcie osi widokowej w kierunku południowym | |            |
| Budynek mieszkalny, ulica Krucza 80-82 | około 1920 r., rodzaj ochrony: inny                                                                                        |            |

## Osiedle kompletne
Ulica Jemiołowa na całej swej długości przebiega przez obszar tzw. osiedla kompletnego – Śródmieście Południowe – wskazanego przez urbanistów. W ramach standardów określonych w tym projekcie wyznaczono kierunki rozwoju tego obszaru, także na podstawie konsultacji społecznych, a ich realizacja oparta jest na Wytycznych przestrzennych na rzecz osiedli kompletnych . Dla obszarów i elementów zagospodarowania przestrzennego związanych z ulicą Jemiołową wskazano między innymi na takie elementy jak lokalne centrum przy skrzyżowaniu z ulicą Grochową, w tym kreowanie rozpoznawalności miejsca, oferowania usług podstawowych, określonego standardu tych usług, miejsca spotkań, dostępności transportowej, czy przestrzeni dla gastronomii. Obecnie funkcjonuje tu supersam Społem oraz pawilon handlowo-usługowy Społem.

## Baza TERYT
Dane Głównego Urzędu Statystycznego z bazy TERYT, spis ulic (ULIC):
- województwo: DOLNOŚLĄSKIE (02)
- powiat: Wrocław (0264)
- gmina/dzielnica/delegatura: Wrocław (0264011) gmina miejska
- Miejscowość podstawowa: Wrocław (0986283) miasto
- Nazwa ulicy: ul. Jemiołowa (07477).